# マイケル・コスタ (指揮者)
サー・マイケル・アンドリュー・アンガス・コスタ（Sir Michael Andrew Angus Costa 1808年2月14日 - 1884年4月29日）は、イタリアで生まれ、イングランドで成功した指揮者、作曲家。

## 生涯
コスタはナポリでミケーレ・アンドレア・アニエッロ・コスタ（Michele Andrea Agniello Costa）として生まれた。ナポリで父から手ほどきを受けた彼はナポリ音楽院に入学、さらにその後ニコロ・アントニオ・ジンガレッリに師事した。
若年期から生涯を通じて、コスタはオペラ、交響曲、カンタータなどに膨大な数の作品を作曲したが、それらはいずれも長く忘れられたままとなっている。1829年、彼はイザヤ書の韻文に基づくジンガレッリの『Cantata Sacra』を指揮するためバーミンガムを訪れた。しかしながら、音楽祭の実行委員会は彼が指揮台に上がることを認めず、かわりに彼はテノール独唱者として舞台に登場した。しかし、これは失敗に終わった。こうしたことがあったにもかかわらず、彼はイングランドに定住することを決意する。
1830年、コスタはロンドンに移りヒズ・マジェスティーズ・シアターで働き始める。彼はこの劇場の指揮者として真に影響力を発揮したが、1847年に支配人のベンジャミン・ラムリーと決裂して劇場を後にすると、ロイヤル・オペラ・ハウスへと転身した。彼の練習、正確性そして合奏に対する配慮は当時としては斬新なもので、マイアベーアやヴェルディからも称賛されていた。こうした事実にもかかわらず、コスタが純正主義者と呼ばれることはなかった。彼がヘンデルのオラトリオ『メサイア』の管弦楽法を変更し、シンバルを追加するなどしていたからである。
コスタはイギリスに帰化し、1869年にナイトに叙された。1846年から1854年まではロイヤル・フィルハーモニック協会、1848年からはセイクリッド・ハーモニック協会、1849年から1882年にかけてはバーミンガム・トリエンナーレ音楽祭の指揮者を務めた。また、ブラッドフォード（1853年）、ヘンデル音楽祭（1857年-1880年）、リーズ音楽祭（1874年-1880年）でも指揮を行っている。彼はイングランドで幾人かの弟子を育てており、門下生にはエマ・アルベルタッツィなどがいる。
1884年、コスタはホヴに没し、ケンザル・グリーン墓地に埋葬された。彼が住んだロンドンのピムリコ、エクレストン・クスエアの59には彼を記念するブルー・プラークが掲げられている。

## 作品

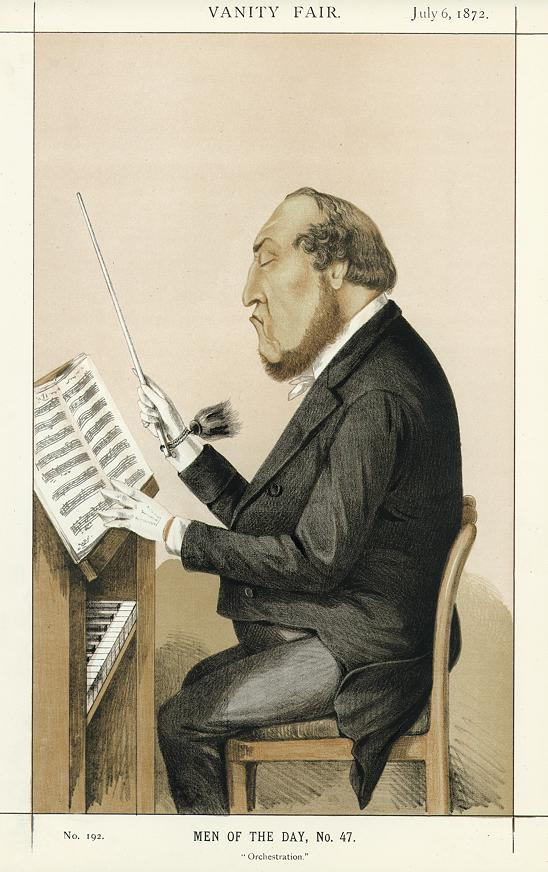
ヴァニティ・フェア誌に掲載されたコスタ 1872年

コスタの円熟を示す作品群としてはバレエ音楽が挙げられるだろう。『Kenilworth』（1831年）、『Une Heure à Naples』（1832年）、『Sir Huon』（1833年、マリー・タリオーニのために作曲）、『Alma』（1844年、後に『La fille du marbre』として蘇演される）などである。オペラ『Malek Adhel』と『Don Carlos』は1837年にパリで、1844年にロンドンで上演された。
1855年、コスタはオラトリオ『Eli』を作曲、また1864年には『Naaman』を書いたが、いずれもバーミンガム音楽祭のための作品だった。ロッシーニは前者について次のようなコメントを残している。「良きコスタは私にあるオラトリオの楽譜とスティルトン（Stilton）のチーズを送ってくれた。チーズは非常に美味だった。」『Eli』中のアリア「I will extol thee」は1910年にイギリスのドラマティック・ソプラノであるアグネス・ニコルズ（1876年-1959年）が録音しており、コスタの楽曲の質はこの音源をリマスタリングして近年発売された各種のCDから窺い知ることが出来る。